# Liste des plages de Florianópolis
Liste des principales plages de la municipalité de Florianópolis, capitale de l'État de Santa Catarina, au Brésil.

## Île de Santa Catarina
Les plages sont présentées en tournant autour de l'île dans le sens des aiguilles d'une montre.

### Baie Sud
- Caieira da Barra do Sul
- Praia da Tapera
- Praia do Ribeirão da Ilha
- Prainha

### Baie Nord
- Praia do Cacupé
- Praia Comprida
- Praia de Santo Antônio de Lisboa
- Praia do Sambaqui
- Praia da Barra do Sambaqui
- Praia do Pontal

### Nord de l'île
- Daniela
- Praia do Forte
- Jurerê
- Praia de Canajurê
- Canasvieiras
- Praia da Cachoeira do Bom Jesus
- Ponta das Canas
- Praia da Lagoinha
- Praia Brava
- Praia dos Ingleses
- Praia do Santinho (ou das Aranhas)

### Est de l'île
- Praia do Moçambique
- Barra da Lagoa
- Praia da Galheta
- Praia Mole
- Praia do Gravatá
- Joaquina

### Sud de l'île
- Praia do Campeche
- Praia do Morro das Pedras
- Praia da Armação do Pântano do Sul
- Praia do Matadeiro
- Praia da Lagoinha do Leste
- Praia do Pântano do Sul
- Praia dos Açores
- Praia da Solidão (ou do Rio das Pacas)
- Praia do Saquinho
- Praia de Naufragados

## Continent
- Praia do Bom Abrigo
- Praia das Palmeiras
- Praia do Itaguaçu
- Praia do Meio
- Plage de Coqueiros
- Praia do Matadouro